# Calocheirus gracilis
Calocheirus gracilis är en spindeldjursart som beskrevs av Volker Mahnert 1991. Calocheirus gracilis ingår i släktet Calocheirus och familjen Olpiidae. Inga underarter finns listade.